# Pat McGuigan
Patrick (Pat) McGuigan (Clones, Irlanda; 1935-1987) fue un famoso cantante irlandés.
McGuigan salió a la luz nacional en 1968, cuando compitió por Irlanda en el Festival de la Canción de Eurovisión (como Pat McGeegan) con la canción «Chance of a Lifetime», quedando en cuarto puesto. Más tarde, hizo algunos álbumes y grabó unos cuantos hits, y su rendición a Danny Boy se hizo bien conocida. McGuigan fue también un compositor respetado.
Su hijo, Barry McGuigan, fue un campeón de boxeo en peso pluma en 1985-1986. Pat McGuigan se hizo conocido en los Estados Unidos tras el título mundial de victoria sobre Eusebio Pedroza. El 13 de junio de 1986, cantó el himno nacional americano tras el campeonato entre Carlos Santos y Buster Drayton en Nueva Jersey.
Pat McGuigan murió tras un periodo de enfermedad en 1987. Tenía 52 años.
| Predecesor: Sean Dunphy con «If I Could Choose» | Irlanda en el Festival de Eurovisión 1968 | Sucesor: Muriel Day con «The Wages of Love» |